# Temple d'Apol·lo Palatí

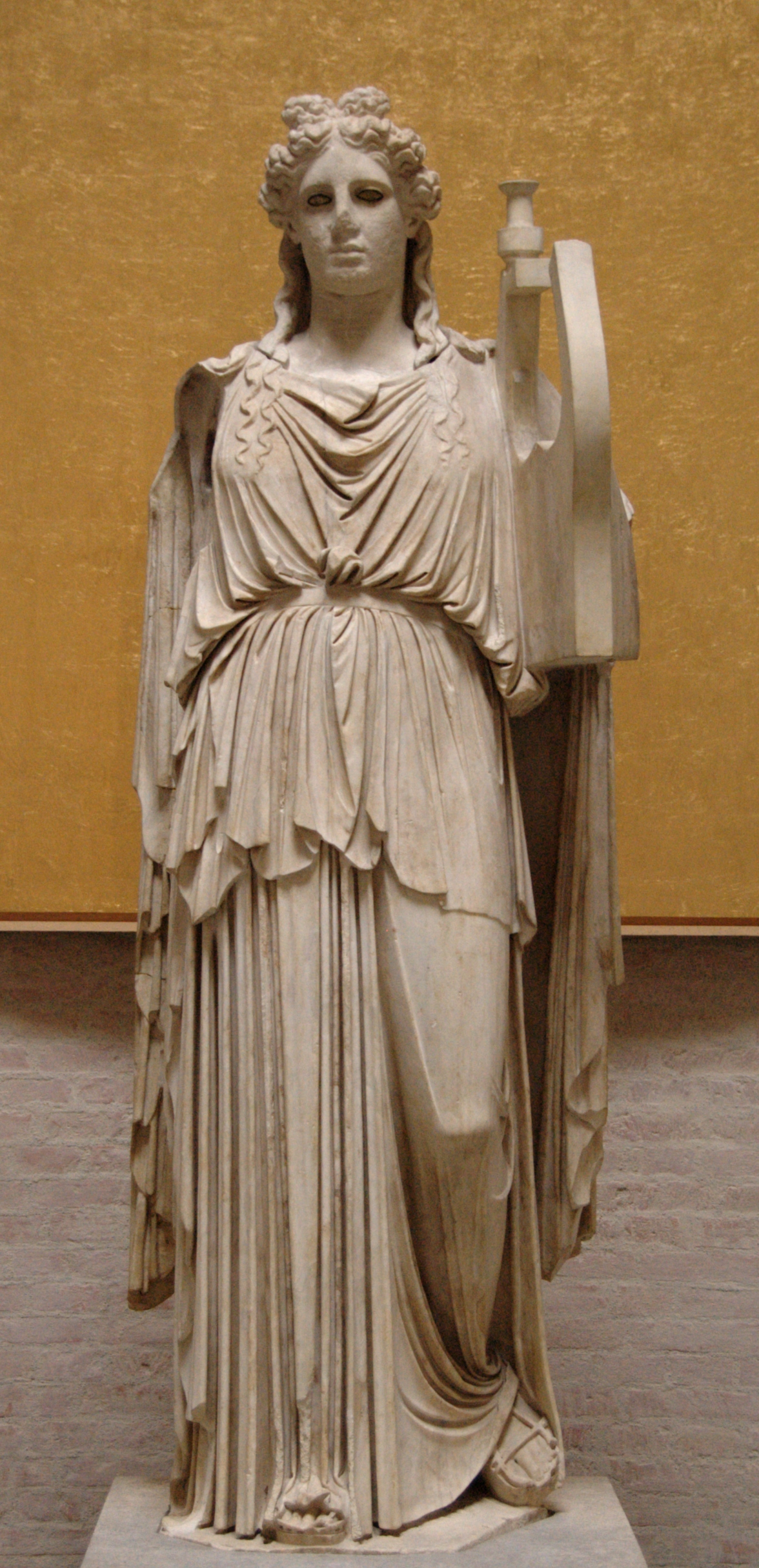
L'anomenat Apol·lo Barberini, probable còpia de l'estàtua d'Escopes del temple d'Apol·lo Palatí (s. I-II), Gliptoteca de Múnic

El temple d'Apol·lo Palatí estava situat en un dels set turons de Roma, al Palatí. En fou el primer edificat per l'emperador Cèsar August en honor del déu Apol·lo i el segon dedicat a aquest déu a Roma després del temple d'Apol·lo Sosià. El temple estava situat al costat del temple de Cíbele.
Les restes de l'edifici van ser excavades als anys 60 per Gianfilippo Carettoni, en una àrea escarpada inclinada cap al circ Màxim. El recinte del temple (l'àrea Apollinis) era una terrassa artificial (70 x 30 m), creada damunt una estructura d'opus quadratum. Contenia un altar on al frontal hi havia el grup escultòric conegut com el Ramat de Miró, amb una base molt elaborada. A la part nord de la terrassa del temple es va aixecar un podi alt, construït amb blocs de pedra calcària i travertí a les parts que havien d'aguantar pes i, la resta, amb ciment.
El temple en si estava edificat amb blocs de marbre de Carrara, amb un pòrtic de columnes senceres a la part frontal i un ordre de semicolumnes adossades a les parets exteriors de la cel·la.
Durant les excavacions se'n van recuperar les diferents lloses policromades de terracota, que mostren diferents temes mitològics.
La biblioteca adjacent (o Biblioteca Apollinis, segons la Forma Urbis) era constituïda per dues sales amb absis, amb les parets adornades per una fila de columnes.